# Condado de Benson
O Condado de Benson é um dos 53 condados do estado norte-americano da Dakota do Norte. A sede do condado é Minnewaukan, e sua maior cidade é Minnewaukan. O condado possui uma área de 3 728 km² (dos quais 152 km² estão cobertos por água), uma população de 6 964 habitantes, e uma densidade populacional de 2 hab/km² (segundo o censo nacional de 2000).